# Парк Чан-вук
Парк Чан-вук (корејски: 박찬욱; рођен 23. августа 1963) је јужнокорејски филмски редитељ, сценариста, продуцент и бивши филмски критичар. Један од најпризнатијих и најпопуларнијих филмских стваралаца на свету, Парк је најпознатији по својим филмовима Joint Security Area (2000), Thirst (2009), The Handmaiden (2016) и ономе што је постало познато као The Vengeance Trilogy, која се састоји од Sympathy for Mr. Vengeance (2002), Oldboy (2003) и Lady Vengeance (2005).
Познат је и по својим делима на енглеском језику Stoker (2013) и The Little Drummer Girl (2018), телевизијској мини серији заснованој на истоименом роману Џона ле Кареа.
Његови филмови су постали познати због свог беспрекорног кадрирања, црног хумора и често бруталних тема.

## Рани живот
Парк је рођен и одрастао у Сеулу и студирао је филозофију на Универзитету Соганг, где је, у светлу свог разочарања аналитичком оријентацијом одељења и последичним оскудним понудама у естетици, основао биоскопски клуб, 'Соганг Филм Комјунити', и објавио низ чланака о савременој кинематографији. Првобитно намеравајући да буде уметнички критичар, Парк је, након што је погледао Вртоглавицу, одлучио да постане филмски стваралац. Након дипломирања, писао је чланке о филму за часописе и убрзо постао помоћник режисера филмова.

## Лични живот
Парк је одрастао у побожној католичкој породици у Кореји, а себе описује као атеисту. Сарађивао је са својим млађим братом Парком Чан-кјонгом, који је медијски уметник. Своју каријеру посветио је својој супрузи Ким Јун-Хи на 15. Међународном филмском фестивалу у Маракешу. Он је изразио подршку Демократској лабуристичкој партији и такође је био члан њене наследнице, Нове напредне странке. Подржао је кандидата Партије правде Сим Санг-јунга на јужнокорејским председничким изборима 2017. године.

## Филмографија
| Година | Филм                           | Режисер | Сценариста | Продуцент |
| ------ | ------------------------------ | ------- | ---------- | --------- |
| 1992   | The Moon Is... the Sun's Dream | Да      | Да         | Не        |
| 1997   | Trio                           | Да      | Да         | Не        |
| 2000   | Anarchists                     | Да      | Да         | Не        |
| 2000   | Joint Security Area            | Да      | Да         | Не        |
| 2001   | The Humanist                   | Не      | Да         | Не        |
| 2002   | Sympathy for Mr. Vengeance     | Да      | Да         | Не        |
| 2002   | A Bizarre Love Triangle        | Не      | Да         | Не        |
| 2003   | Oldboy                         | Да      | Да         | Не        |
| 2005   | Lady Vengeance                 | Да      | Да         | Не        |
| 2005   | Boy Goes to Heaven             | Да      | Да         | Не        |
| 2006   | I'm a Cyborg, But That's OK    | Да      | Да         | Да        |
| 2008   | Crush and Blush                | Не      | Да         | Да        |
| 2009   | Thirst                         | Да      | Да         | Да        |
| 2013   | Stoker                         | Да      | Не         | Не        |
| 2013   | Snowpiercer                    | Не      | Не         | Да        |
| 2016   | The Handmaiden                 | Да      | Да         | Да        |
| 2016   | The Truth Beneath              | Не      | Да         | Не        |
| 2022   | Decision to Leave              | Да      | Да         | Да        |

### Телевизија
| Година | Наслов                  | Режисер | Продуцент | Епизоде    |
| ------ | ----------------------- | ------- | --------- | ---------- |
| 2018   | The Little Drummer Girl | Да      | Изрвршни  | 6 епизода  |
| 2020−  | Snowpiercer             | Не      | Изрвршни  | 20 епизода |
| TBA    | The Sympathizer         | Да      | TBA       |            |

### Кратки филмови
| Година | Филм                                  | Сегмент                     | Режисер | Сценариста | Продуцент |
| ------ | ------------------------------------- | --------------------------- | ------- | ---------- | --------- |
| 1999   | Judgment                              | —                           | Да      | Да         | Да        |
| 2003   | If You Were Me                        | Never Ending Peace And Love | Да      | Да         | Не        |
| 2004   | Three... Extremes                     | Cut                         | Да      | Да         | Не        |
| 2011   | Night Fishing                         | —                           | Да      | Да         | Да        |
| 2011   | 60 Seconds of Solitude in Year Zero   | Cut                         | Да      | Да         | Не        |
| 2013   | Day Trip                              | —                           | Да      | Да         | Не        |
| 2013   | V (music video for Lee Jung-hyun)     | —                           | Да      | Да         | Не        |
| 2014   | A Rose Reborn (for Ermenegildo Zegna) | —                           | Да      | Да         | Не        |
| 2017   | Decades Apart                         | —                           | Да      | Да         | Да        |